# Щитниково (Балашиха)
Щитниково — микрорайон города Балашихи Московской области России.
Село, вошедшее в состав города Балашихи Московской области 27 августа 2004 года. Смежно с территорией района Восточный города Москвы.

## Топоним
Село, скорее всего, получило своё название от одного из первых владельцев. Слово «щитник» в старом русском обозначало оруженосца при знатной особе.

## История
Первые поселения в Щитникове относятся к XIV—XVII векам. Село впервые упоминается в письменных источниках в первой половине XVI века как владение князя Бориса Ивановича Палецкого, который находился на службе у брата Василия III — Андрея Старицкого.
В 70-е годы XVI века Щитниково принадлежало служилому человеку Фёдору Евсееву Поздееву, который был также владельцем земель в Ивановском. В то время сельцо представляло собой пустошь вплоть до середины XVII века.
В 1620-х годах эта пустошь находилась в вотчине Микиты Фуникова, потомка белозерских князей.
К середине 1660-х годов первые Романовы заселили пустошь крестьянами, привезенными из разных местностей. Новая деревня вошла в состав Измайловской волости Приказа тайных дел. В 1702 году была построена деревянная церковь во имя великомученика Дмитрия Солунского, в приходе которой состояло 22 двора.
Дальнейшая история Щитникова тесно связана с селом Измайлово. После 1676 году присёлок был в ведении Приказа Большого Дворца, затем Главной дворцовой канцелярии. В конце XVIII века Щитниково вошло в ведение Удельного ведомства. К 1770 году в присёлке насчитывалось 43 крестьянских двора, а к 1800 году — 65.
В 1812 году Щитниково сильно пострадало от пожара, сгорело 48 крестьянских изб. Однако село быстро отстроили заново. К 1852 году в нем было уже 95 дворов, в которых проживало 650 человек. Местные жители торговали в Москве яблоками и ягодами, выращенными в своих хозяйствах.
В 1877 году была построена и освящена каменная церковь Дмитрия Солунского. Средства поступили от купца первой гильдии Михаила Григорьевича Бородина, который также был церковным старостой.
В 1878 году в селе появилась картонная фабрика предпринимателя С. В. Аксенова. Постепенно крестьяне в Щитникове стали заниматься промыслами, подрабатывали ткачеством. Среди других фабрик в Щитникове местную усадьбу приобрело правление Товарищества Балашинской мануфактуры, которая была одним из самых крупных предприятий в своем регионе.
Село продолжало расти, в 1869 году здесь была церковно-приходская школа, две лавки, питейный дом и трактир. В конце XIX века местные крестьяне все больше работали мотальщиками нитей, торговыми служащими, бахромщиками, ткачами и прачками.
После 1917 года Щитниково стало входить в переименованную Разинскую волость. К 1926 году число крестьянских дворов увеличилось до 129, также числился 31 двор рабочих и служащих. В 1938 году была закрыта и позднее разобрана каменная церковь Дмитрия Солунского.
В 1937 году рядом с Щитниковом был основан посёлок Восточный для рабочих Восточной водопроводной станции.